# Margaret Thompson
Margaret Thompson (Trenton, 22 febbraio 1911 – Haverford, 29 febbraio 1992) è stata una numismatica statunitense.
È stata per diversi decenni attiva, nello studio delle monete greche dell'antichità, sia come scienziata che come organizzatrice del lavoro scientifico.

## Biografia
Margaret Thompson studiò al Radcliffe College a Cambridge, Massachusetts. Concluse gli studi nel 1931 con il titolo di Bachelor e iniziò a lavorare in una Junior High School come insegnante di inglese. Nel 1937 divenne una collaboratrice alla American School of Classical Studies at Athens, dove rimase fino al 1940 e dove ritornò nuovamente nel 1948. I lavori ad Atene, dove era impegnata all'elaborazione di tesori monetari proveniante dall'agorà di Atene, furono interrotti dalla seconda guerra mondiale. In origine, fu impiegata come segretaria del direttore degli scavi, T. Leslie Shear, ma per la sua prontezza di spirito le furono ben presto affidati altri compiti, di conservazione, ricerca e classificazione della monete. Durante gli anni della guerra Thompson lavorò a New York per la Greek War Relief Association. Nel 1949 divenne Assistant Curator alla American Numismatic Society a New York, dove era responsabile per le monete greche, e in seguito fu notata per alcune piccole pubblicazioni sulle monete dell'agorà ateniese, da Sydney P. Noe, che era allora lo Chief Curator della American Numismatic Society.
Nel 1954 uscì la sua pubblicazione sulle 37.000 monete rinvenute negli scavi dell'agorà, dall'epoca romana al Medioevo. Nel 1961 ha presentato il suo lavoro basilare sulla monetazione attica, il cosiddetto "nuovo stile" del II secolo a.C., con cui mise le basi per l'elaborazione di un corpus di queste emissioni. Nel 1965 Thompson fu la prima donna a ricoprire la carica di presidente dell'Archaeological Institute of America. In questo ruolo, che tenne fino al 1968, promosse diversi nuovi programmi, sia nel campo della ricerca e delle relazioni pubbliche. Nello stesso anno divenne Adjunct Professor alla Columbia University a New York. Dopo 20 anni come Assistant Curator nel 1969 divenne Chief Curatordella American Numismatic Society. Nel 1973 Thompson fu la forza trainante dell'8º Congresso Internazionale di Numismatica, svoltosi a New York e Washington. In questa data, apparse anche un libro sui tesori monetari greci, compilato con Colin M. Kraay e Otto Mørkholm, e che è diventato un altro standard di Thompson sulla numismatica greca. In questo periodo ci fu anche l'acquisizione di diverse migliaia di monete antiche dalla collezione del Metropolitan Museum of Art per l'American Numismatic Society. Ciò poté essere realizzato con le donazioni, che erano state sollecitate soprattutto da Thompson. Questa azione la fece conoscere oltre gli ambienti specialistici. Nel 1976 lasciò la responsabilità delle monete greche all'American Numismatic Society, nel 1978 terminò il suo insegnamento presso l'università e nel 1979 andò in pensione come Chief Curator.
Thompson ha ricevuto molti riconoscimenti per i suoi risultati scientifici. Con la Archer M. Huntington Medal nel 1961 e la Medaglia della Royal Numismatic Society nel 1967 le sono stati assegnati i due più importanti riconoscimenti della numismatica internazionale. All'University of California at Berkeley divenne nel 1979 Regents Professor. Nel 1979 fu onorata con un Festschrift Greek numismatics and archaeology e fu anche nominata Chief Curator Emeritus della American Numismatic Society. Nel 1984 le fu assegnata la Gold Medal of the Archaeological Institute of America e due anni dopo la laurea honoris causa alla Columbia University. Nel 1989 la American Numismatic Society fondò il Margaret Thompson Curatorship of Greek Coins. Oltre agli studi già citati, si concentrò in particolare sulla monetazione di Alessandro Magno e dei Seleucidi.

## Selezione di pubblicazioni
- Coins from the Roman through the Venetian period. The Athenian Agora 2. The American School of Classical Studies at Athens, Princeton 1954 Digitalisat.
- The New Style Silver Coinage of Athens. American Numismatic Society, New York 1961
- con Colin Kraay e Otto Mørkholm: An Inventory of Greek Coin Hoards.  International Numismatic Commission by the American Numismatic Society, New York 1973.
- Alexander's Drachm Mints. I: Sardes and Miletus. II: Lampsacus and Abydus. American Numismatic Society, New York 1991, ISBN 0897221931.